# Dnopherula brunneus
Dnopherula brunneus är en insektsart som först beskrevs av Balderson och X.-c. Yin 1987.  Dnopherula brunneus ingår i släktet Dnopherula och familjen gräshoppor. Inga underarter finns listade i Catalogue of Life.